# الغزيات
الغزيات قرية سعودية، في محافظة الجموم بمنطقة مكة المكرمة. تقع في شمال مكة المكرمة بمسافة تقارب ( 37 ) كم.

## وصلات خارجية
- مكة المكرمة
- محافظة جدة